# Thằn lằn Carolina
Thằn lằn Carolina hay còn gọi là thằn lằn Florida hay là thằn lằn xanh (Danh pháp khoa học: Anolis carolinensis) là một loại thằn lằn bản địa của Mỹ, chúng là loài phổ biến tại khu vực phía Đông Nam nước Mỹ. Chúng là loài được ghi nhận là tiến hóa nhanh do áp lực của loài xâm lấn.

## Tiến hóa
Sự tiến hóa nhanh chóng trong khoảng thời gian ngắn chỉ khoảng 10 năm như là hậu quả của áp lực từ một loài thằn lằn xâm lấn được nhập vào từ Cuba. Loài thằn lằn xâm lấn là loài thằn lằn Cuba hay thằn lằn nâu có nguồn gốc từ Cuba và Bahamas. Những con thằn lằn này lần đầu tiên xuất hiện tại Nam Florida vào những năm 1950, có thể là thông qua các lô hàng nông sản từ Cuba, và từ đó chúng lan rộng trên khắp vùng Đông Nam nước Mỹ và thậm chí có mặt ở cả đảo Hawaii.
Sau khi tương tác với các sinh vật xâm lấn, loài thằn lằn bản địa bắt đầu leo lên và đậu ở các cành cao hơn trên cây, và qua các thế hệ, chân của chúng đã tiến hóa để trở nên phù hợp hơn với việc nắm các cành cây trơn và nhỏ hơn ở trên cao hơn. Trong vòng vài tháng, những con thằn lằn bản địa đã chuyển sang đậu ở nơi cao hơn, và trong suốt 15 năm và trải qua 20 thế hệ, các gan ngón chân của chúng đã to hơn, với nhiều các vảy dính hơn trên chân của chúng.
Sự cạnh tranh giữa loài thằn lằn màu nâu và màu xanh lá cây về thực phẩm và không gian sống có thể chính là nhân tố gây ra sự thích nghi mới ở những con thằn lằn màu xanh lá. Những con trưởng thành của cả hai loài này đều ăn thịt những con non mới nở của loài kia.